# كهف الرماة
كهف الرماة هو محمية للفن الصخري في محمية الجلف الكبير الواقعة في محافظة الوادي الجديد المصرية، ويقع في جنوب شرق منحدرات هضبة الجلف الكبير على بعد 40 مترًا جنوب كهف السباحين.

## الوصف
يبلغ عرض المدخل الجنوب الغربي للكهف 10 أمتار وارتفاعه 5 أمتار، ومدخله على شكل قبة كبيرة من الحجر الرملي. تظهر المنحوتات الصخرية للكهف على شكل لوحات لأشخاص مع سهامهم وأقواسهم بالإضافة إلى قطيع من الثيران. يُرجح أن تاريخ اللوحات يرجع إلى الفترة الممتدة بين 6300 و5500 قبل الميلاد خلال الحقبة الأفريقية الرطبة والتي تختلف اختلافا كبيرا عن حالة الجفاف في أفريقيا حاليًا.
تعرض الحجر الرملي في الكهف لعوامل التجوية والتفتت ولم يبقَ إلا قليل من الأجزاء المطلية من الصخر نتيجة تدهور الطبقة السفلية للصخر الذي رُسمت اللوحات عليه.